# Obuasi
Obuasi is een plaats in Ghana (regio Ashanti). De plaats telt 115 564 inwoners (census 2000).

## Geboren in Obuasi
- Frank Amankwah (1971), voetballer
- Divine Naah (1996), voetballer